# Галта (Венеција)
Галта (итал. Galta) је насеље у Италији у округу Венеција, региону Венето.
Према процени из 2011. у насељу је живело 2295 становника. Насеље се налази на надморској висини од 4 м.